# Ehen in Philippsburg
Ehen in Philippsburg ist der erste Roman Martin Walsers. Die Handlung spielt in den 1950er Jahren in einer fiktiven Großstadt und porträtiert satirisch die westdeutsche Nachkriegsgesellschaft zur Zeit des sogenannten Wirtschaftswunders. Noch im Erscheinungsjahr 1957 erhielt der Autor dafür den Hermann-Hesse-Preis.

## Überblick
Der Gesellschaftsroman spielt Mitte der 1950er Jahre in der fiktiven Stadt Philippsburg. In dem in vier Teilen präsentierten Gesellschaftsbild stehen jeweils einzelne Personen im Mittelpunkt, während die anderen nur in der personalen Vernetzung auftreten. Im ersten und im vierten Teil wird v. a. die Geschichte Hans Beumanns erzählt, der durch seine Freundschaft mit der Fabrikantentochter Anne Volkmann Zugang zur Philippsburger Oberschicht erhält. Hans lernt die anderen Protagonisten auf einer Party in der Villa Volkmann oder als Wohnungsnachbar kennen: den Gynäkologen Dr. Alf Benrath, seine Frau Birga und die Inhaberin eines Kunstgewerbegeschäfts Cécile (II), den Rechtsanwalt Dr. Alwin (III) und den Schriftsteller Berthold Klaff (IV). Benrath und Alwin sind Vertreter des wohlhabenden Bürgertums. Sie demonstrieren ihre karriere- und machtorientierten gesellschaftlichen Vorstellungen und demaskieren durch ihre mühsamen Rechtfertigungsversuche für ihre Affären ihre Doppelmoral.
| → Kapitelübersicht |
| I. Bekanntschaften 1 Beumanns erster Tag in Philippsburg: Bewerbung bei der Zeitung Büsgens – Zimmersuche in der Oststadt – Besuch der ehemaligen Kommilitonin Anne Volkmann in der Villa ihrer Eltern 2 Abend mit Büsgens Sekretärinnen Marga und Gaby – Hans‘ Nachbarn in der Traubergstraße – Einstellung als Redakteur in Volkmanns Pressedienst 3 Party bei Volkmann. Die Philippsburger wohlhabende Gesellschaft – Beginn des Verhältnisses mit Anne 4 Schwangerschaft Annes und Abtreibung II. Ein Tod muss Folgen haben 1 Letzter Besuch Dr. Benraths bei seiner Geliebten Cécile 2 Selbstmord Birga Benraths 3 Beauftragung des Rechtsanwalts Dr. Alwins mit der Organisation der Beisetzung 4 Ende der Beziehung zu Cécile und Fahrt nach Paris III. Verlobung bei Regen 1 Alwins innerer Monolog über seine Ehe mit Ilse und seinen Geliebten 2 Alwins Familiengeschichte, seine Karrierepläne und seine Kontaktsuche auf der Verlobungsparty 3 Alwins Verkehrsunfall mit einem Motorradfahrer IV. Eine Spielzeit auf Probe 1 Klaffs literarischer Nachlass „Eine Spielzeit auf Probe“, eine Schilderung seiner letzten Zeit vor dem Selbstmord 2 Hans‘ zeremonielle Aufnahme in den exklusiven Nachtclub „Sebastian“ 3 Planung seiner Zukunft mit Anne als Ehefrau und Marga als Geliebte |

## Handlung

### I. Bekanntschaften
Die Hauptfigur des Romans Hans Beumann steht im Schnittpunkt verschiedener Milieus: Sozialisation als uneheliches Kind einer Kellnerin, Alltagssituation der Nachbarn in der Oststadt, Berührung mit sozialistischen Idealen während der Studienzeit, die Industriellenfamilie Volkmann und die „Gesellschaft“ Philippsburgs, Volkmanns Pressedienst „programm-press“ und die Verbindung zu den Medien, Club der „Sebastianer“. Zu Beginn seiner Berufstätigkeit muss Beumann zwei Lebensentscheidungen treffen, d. h. sich mit der Realität abfinden: beruflich und, damit verbunden, in der Beziehung zu Anne.
Zu Romanbeginn betritt Hans den neuen Lebenskreis schüchtern und mit Minderwertigkeitskomplexen behaftet. Das hängt mit seiner Vorgeschichte zusammen. Er wuchs als uneheliches Kind in dem Dorf Kümmertshausen auf. Sein Vater, ein Vermessungsingenieur, wohnte vier Wochen lang in dem Wirtshaus, in dem Lissi Beumann als Kellnerin arbeitete, begann mit ihr eine Beziehung und verschwand dann nach Australien. Als Lissi ihre Schwangerschaft bemerkte, wollte sie zuerst von einem ehemaligen Sanitäter eine Abtreibung vornehmen lassen, unterließ dies jedoch, weil von ihr als Bezahlung eine sexuelle Gegenleistung gefordert wurde. Andererseits lehnten ausgebildete Ärzte einen Eingriff ab und so brachte sie den Sohn Hans zur Welt, zog ihn allein auf und finanzierte ihm ein Studium am „Zeitungswissenschaftlichen Institut der Landesuniversität“.
Nach seinem Abschluss reiste Hans nach Philippsburg und, damit setzt der Roman ein, bewirbt sich mit einem Empfehlungsschreiben seines Professors Beauvais um eine Journalistenstelle beim Chefredakteur der „Weltschau“ Harry Büsgen. Doch er hat bei seinem Versuch vorzusprechen keinen Erfolg. Er solle seine Anschrift hinterlassen, man werde ihn benachrichtigen. Da Hans noch keine Wohnung in der Stadt hat, gibt er die Adresse seiner ehemaligen Studienkollegin Anne Volkmann an.
Einem ihm von seiner Kindheit her bekannten Milieu begegnet er bei der Wohnungssuche. Aus finanzieller Not mietet er ein kleines Zimmer in der Oststadt bei Familie Färber. Herr Färber arbeitet in einer Metallfabrik, seine Frau als Putzhilfe, um ihr Häuschen in der Traubergstraße abzuzahlen und die sechsköpfige Familie zu ernähren. Es ist einer von vielen gleichförmigen, dicht nebeneinanderstehenden Backsteinbauten in einem „Kleine-Leute“-Viertel mit enger einander beobachtender Nachbarschaft („Die ganze Straße ist ein einziges Haus“): u. a. Arbeiterwohnungen, z. T. untervermietet an einen erfolglosen Dichter oder eine Prostituierte, dazwischen Alteisen- und Baumaterialienhandlungen. Hans flieht aus dieser Enge, wenn immer es möglich ist, in die Stadt.
Die „bessere Gesellschaft“ auf dem Villenhügel lernt Hans durch Anne Volkmann kennen. Er wird, für ihn überraschend, sogleich von ihrer lebhaften, die Gespräche dominierenden, jugendlich modisch gekleideten Mutter in die Familie aufgenommen, erhält durch ihren Vater seine erste Anstellung und wird von Anne den Partygästen als ihr „Freund“ vorgestellt. Das zurückhaltende, sich etwas langsam bewegende und in der Freizeit strickende „alte Mädchen“ erweist sich als durchaus zielorientiert und ist ihrem pragmatischen Techniker-Vater ähnlicher als ihrer spontanen, künstlerisch angehauchten Mutter. Anne liebt offenbar Hans mehr als er sie. Sie ergreift von Anfang an die Initiative, spinnt die Fäden, verschafft ihm die Redakteursstelle, wird seine Mitarbeiterin und führt ihn in die Gesellschaft ein.
Für Hans stellt sich die Entscheidungsfrage, ob er die Anstellung annehmen soll, nur theoretisch. Er weiß zwar, dass er nicht Redakteur einer unabhängigen Zeitung wird, wie es eigentlich sein Wunsch war, sondern dass er für die Werbeabteilung der Radio- und Fernsehindustrie Kritiken schreibt. Volkmann erklärt ihm seinen Auftrag entsprechend: Die Rundfunkanstalten sollten nicht für die intellektuellen Hörer des Abendprogramms produzieren, sondern für die Unterhaltung der großen Mehrheit der Bevölkerung und das wäre ein Anreiz, Geräte zu kaufen. Volkmann will den in der Lebenspraxis unerfahrenen Hochschulabsolventen zu dieser Einstellung erziehen und redigiert deshalb seine Kritiken und korrigiert sie. Die wichtigen Kommentare schreibt er selbst. Er will keine eigenständigen Redakteure und lehnt deshalb die Mitarbeit des von Hans protegierten Schriftstellers Klaff ab. Hans wollte als Kompensation für sein schlechtes Gewissen wegen seines angepassten Verhaltens dem arbeitslosen Nachbarn, der für das Nachtprogramm ein sozialkritisches Hörspiel geschrieben hat, ein kleines Einkommen verschaffen. Doch Volkmann lehnt den unbequemen Geist als realitätsfremd und nicht in seine Abteilung passend ab. Hans sieht dies im Grunde ein, aber er bewundert insgeheim den unangepassten Klaff, denn er selbst war als Student „natürlich […] gegen die Fabrikanten, gegen die reichen Leute, die ein schönes Leben haben, bloß deswegen, weil sie Reichtümer ererbt hatten oder doch die Fähigkeit, Reichtümer zu erwerben.“ Damals hat er sich gefragt, „wer […] denen das Recht verliehen [habe], ihre spezielle Fähigkeit, die Fähigkeit, mit Geld umzugehen, zum allgemeinen Lebensgesetz zu erheben, zur unerlässlichen Bedingung menschenwürdigen Daseins“. Hans weiß, dass er mit seinen mangelhaften Fähigkeiten die Verhältnisse nicht ändern kann: „Zwischen dem Bericht ‚Die Zahlungsbilanz steht auf solidem Fundament‘ und seinem Wunsch, dass es allen Menschen gleich gut gehen möge, klaffte ein Abgrund, über den es keine Brücke gab. Also musste er es denen überlassen, für das Wohl der Menschen zu sorgen, die auf der internationalen Weizenkonferenz mitreden konnten.“ Es sei nicht das Zeitalter Rousseaus, sondern das der Fachleute, die ihrer „Phantasie nur Vorstellungen“ erlauben, die ihr Verstand „in Wirklichkeit verwandeln kann“ „Also [werde] nur noch das Allermöglichste gedacht. Das Nicht-sofort-Mögliche [sei] das Unmögliche“. Zwar hat Hans ein schlechtes Gewissen, sich in den kühlen, hallengroßen Räumen der Volkmann-Villa von einer ältlichen Angestellten mit Fruchtsäften bedienen zu lassen, während unten in der Stadt die Menschen zu einem „klebrigen, unangenehmen Teig zusammenschmolzen vor Hitze“, und er denkt an seine Mutter, die für seine bessere Zukunft als Kellnerin gearbeitet hatte. Doch er fragt sich am Ende seiner Reflexionen, wem er damit nütze, wenn er jetzt die Stellung ausschlagen würde. Dieser „Verrat, der den Jüngling zum Mann macht“ sei in der Literatur oft thematisiert worden. Er musste annehmen, „er konnte nicht anders handeln, er war allein.“
Die zweite Entscheidung, über sein privates Verhältnis, entwickelt sich über mehrere Monate. Eigentlich ist die herbe Anne nicht sein Typ. Viel mehr sprechen ihn schöne junge modische Frauen an wie Büsgens Sekretärin Marga oder die ein Kunstgewerbegeschäft betreibende Cécile. Doch er ist zu schüchtern, sich ihnen zu nähern, während andererseits Anne ihn als seine Mitarbeiterin beruflich täglich begleitet und seine Führerin bei gesellschaftlichen Anlässen wird. Sie begrüßt als Gastgeberin die Besucher, überlässt ihrer Mutter den späteren großen Auftritt, ist über alle Partygäste und deren Beziehungen und Strategien gut informiert und wird von ihnen als Volkmanns einzige Tochter respektiert. Ohne sie wäre Hans in diesem Geflecht hilflos. Nach der Party werden beide im alkoholisierten Zustand im Park miteinander intim und Anne animiert ihn tags darauf zur Fortsetzung dieser Beziehung. „Von mir aus, dachte er, sie liebt mich wenigstens […] sie weiß, wer ich bin, ich muss nicht andauernd auf den Zehenspitzen herumtanzen, um mich ein bisschen größer zu machen, als ich bin, und schließlich ist eine Frau eine Frau, basta!“ Als Anne bald darauf schwanger wird, stellt sich ihm die Zukunftsfrage. Er versucht Zeit zu gewinnen und erklärt ihr, dass eine Heirat nicht unter einem Zwang stattfinden solle und zum jetzigen Zeitpunkt gesellschaftlich ungünstig wäre, weil sie dann wegen ihrer vorehelichen Beziehung ins Gerede kämen. Sie einigen sich auf eine Abtreibung und für Anne beginnt ein Leidensprozess. Zuerst berät sie sich mit Dr. Benrath, dem Vertrauten der Familie. Dieser verordnet ihr erfolglos abführende Medikamente, lehnt aber einen Eingriff als für seine Reputation zu riskant ab und gibt ihr die Adresse eines alten Arztes. Dieser erweist sich als nicht vertrauenswürdig, und als Anne einen weiteren findet, ist sie bereits im vierten Monat und muss ohne Betäubung eine riskante und schmerzhafte Operation mit großem Blutverlust erdulden, bei der der Embryo zerschnitten wird. Hans erlebt die körperliche und seelische Qual Annes und dadurch festigt sich seine Beziehung zu ihr: „Hans dachte: das hat sie alles mir zuliebe getan. Wir sind einander sehr nahgekommen. Wahrscheinlich muss ich sie jetzt heiraten…“
In den Teilen 3 und 4 wird, eingeschoben in die Geschichten der anderen Figuren, die weitere Entwicklung erzählt: Auf der Verlobungsfeier in der Villa Volkmann ungefähr ein Jahr nach dem Beginn ihrer Beziehung führt die künftige Schwiegermutter Hans als „jungen Publizisten“ und „aufstrebendes Talent“ offiziell in die Philippsburger Gesellschaft ein. Im 4. Teil hat sich Hans mit der Ehe abgefunden und wird seine Freizeit zwischen der Ehefrau und einer Geliebten aufteilen.

### II. Ein Tod muss Folgen haben
Teil 2 erzählt die Liebesbeziehung des Gynäkologen Dr. Benrath und Céciles, der Inhaberin eines Kunstgewerbegeschäfts, und ihre Schuldgefühle Birga Benrath gegenüber.
Der erste Abschnitt handelt vom letzten Liebesbesuch Benraths bei Cécile und von ihrer Konfliktsituation, da sich Benrath nicht von seiner Frau scheiden lassen will. Er lernte als Assistent seines Medizinprofessors dessen Tochter Birga kennen. Sie wurde von ihrer Mutter in einer Scheinwelt der Kunstverehrung und der „absoluten Empfindungen“ erzogen und diese hohen Erwartungen übertrug sie auf ihren Ehemann, dem sie sich in bedingungsloser Abhängigkeit anvertraut. Benrath liebte sie wegen dieser anhänglichen Wesensart, aber im Laufe der Ehe fühlte er sich von dieser unausgewogenen Partnerschaft überfordert. Auch suchte er einen größeren Klangraum als nur eine Person, die von ihm lebte. Er entfaltete sich gerne bei Partys als Unterhalter eines kleinen Publikums. Dort begegnete er Cécile, die wiederum Birga als gute Kundin kennt. Benrath und die „schöne Kunstgewerblerin“ für gehobene Ansprüche verlieben sich ineinander und geben sich trotz vernünftiger Gegengründe ihrer Leidenschaft hin. Sie wünscht sich eine Ehe mit ihm, denkt ebenso wie ihr Liebhaber auch an den Tod Birgas und ist zugleich über diesen Gedanken erschrocken. Da beide wissen, dass Benrath sich nicht von seiner Frau trennen kann und da sie sowohl an der Unmöglichkeit einer Ehe als auch an ihrer nur stundenweisen Beziehung und dem Druck der Verheimlichung leiden, haben sie an ihren Treffen keinen Genuss mehr und wollen nach jedem Besuch ihre Affäre beenden. Sie können diesen Entschluss aber nicht durchhalten, obwohl sie beim nächsten Treffen wieder ihre ausweglose Situation beklagen. Benrath sieht ihrer beider Schwäche und die daraus folgende Labyrinthik als schicksalhaft an und bildet sich ein, durch seine permanenten Schuldgefühle für den Ehebruch moralisch etwas entlastet zu sein.
Auf dem Heimweg überprüft Benrath sein immer komplizierter werdendes Lügengebilde auf Lücken, damit seine Frau auf keine Widersprüche seiner Ausreden über sein Ausbleiben stößt. Dann findet er Birga in der Wohnung tot auf dem Fußboden liegen. Sie hat sich vergiftet. Benrath zieht sich darauf in ein Hotel zurück, weicht Begegnungen mit Bekannten aus und lässt den juristischen Fall, die Information seiner Schwiegereltern und alles Weitere von Rechtsanwalt Alwin regeln. Er besucht noch einmal Cécile, sieht die Verzweiflung in ihrem Gesicht und denkt, ohne mit ihr zu sprechen, alle Varianten ihrer Zukunft selbst durch. Er kommt zu dem Schluss, dass er, um mit Cécile zusammenleben zu können, Birga vergessen müsste, dass jedoch beide Personen eng miteinander verbunden sind. Deshalb muss er auf Cécile verzichten. Benrath verlässt, ohne ein Wort zu sagen, ihre Wohnung und fährt nach Paris, später nach Berlin, und er wird, wie Partygäste später, im 3. Teil, vermuten, nicht mehr nach Philippsburg zurückkehren. Er weiß, dass er wieder einmal „[s]ein Theater spielte. Er agierte in allen Rollen. Klatschte Beifall. Glaubte sich kein Wort. Bewies sich, dass alles nur gesagt werde, um die Flucht vor Cécile zu entschuldigen, den Verrat an ihr, den zweiten Mord.“

### III. Verlobung bei Regen
Ein weiteres Mitglied der Philippsburger Gesellschaft ist Rechtsanwalt Dr. Alexander Alwin. Er plant, seine Kanzlei aufzulösen und Vorsitzender der neuen „Christlich-sozial-liberalen Partei Deutschlands“ (CSLPD) zu werden, um in der Politik Karriere zu machen. Im ersten Abschnitt des vierten Teils führt er an einem regnerischen Märztag während der Autofahrt mit seiner Frau zur Verlobungsfeier Anne Volkmanns und Hans Beumanns einen inneren Monolog über seine Ehe und seine zahlreichen Geliebten. Er ist stolz auf sich, dass er die Liebe zu seiner Frau Ilse von den rein sexuellen Beziehungen trennen kann, durch die geschickte Geheimhaltung seine Frau mit diesen Geschichten verschont und zugleich ihre gesellschaftliche Stellung als glückliche und in ihrer Position unumstrittene Ehefrau stützt. Andererseits genießt er die Vorstellung, welches Aufsehen sein Auftritt mit der attraktiven Vera, seiner derzeitigen Geliebten, bei den Volkmanns machen würde.
Die Rolle seiner Ehefrau, ebenfalls Rechtsanwältin und eine geborene von Salow, in seinem Leben ist für ihn fest verankert, denn sie hat Psychologie und Jura studiert und ist „die Quelle seines Selbstbewusstseins, die Trainerin für den Lebenskampf, [und ] als Waffenschmiedin und Königin zugleich“ unersetzbar für seine Karrierepläne, für die sie ihn anstachelt. Während Alwins Vater sich vom Buchhalter beim Elektrizitätswerk mühsam zum Landessportpräsidenten hochgearbeitet hat und seine Mutter als Garderobenfrau im Philippsburger Staatstheater noch zusätzlich Geld verdienen musste, um das Studium des Sohnes zu finanzieren, gehört Ilse zur „Gesellschaft“. Alwin war bisher wie sein Turnervater „Erzdemokrat“ und verurteilte „falsche Anmaßung und Wappenhochmut“ der Adligen. Nach seiner Heirat und der freundlichen Aufnahme in ihre Familie sieht er den Adel als Produkt von „Natur und Geschichte“. Er repräsentiere „eine Summe geschichtlicher Erfahrung“. Zudem konnte ihm Ilses Vater als Generaldirektor in der Automobilindustrie helfen, Türen zu öffnen. Mit dieser Unterstützung hofft er nach der Gründung einer neuen Partei auf der Laufbahn als Politiker geduldig Stufe für Stufe hochzuklettern. Dann erst würde er alle, die ihn bisher nicht ernst genommen haben, seine Macht spüren lassen und sich für die erduldete Schmach und Nichtbeachtung rächen.
Die Verlobungsfeier nutzen die Alwins, wie auch die anderen Gäste, zu Kontakten mit einflussreichen Personen. Alwin weiß von seiner Frau, dass es in diesen Kreisen üblich ist, auch den Gegnern und Rivalen Komplimente zu machen, um sie sich nach Möglichkeit zu verpflichten, obwohl diese wissen, dass das Lob nicht ernst gemeint ist. So schmeichelt er Büsgen, inzwischen nicht nur Chefredakteur, sondern auch Mitbesitzer der „Weltschau“, während Ilse mit dem Verwaltungsdirektor der Philippsburger Staatstheater und christlichen Politiker spricht, um eine Alternative aufzubauen, falls die neue Partei kein Erfolg wird. Alwin ließ sich von ihrem Argument überzeugen, obwohl er viel lieber der mit seiner neuen Partei verbundenen Idee treu bleiben würde. Als ein stürmischer Schneeregen die Gäste am Aufbruch hindert, drängt seine Frau ihn, sein Roulette von zu Hause zu holen und sich als Croupier zu präsentieren. Nun unterhält er die Partygäste bis zum frühen Morgen mit Gewinn- und Verlustspielen. Den ganzen Abend über hat er sich Gedanken gemacht, die von Benrath verlassene Cécile für sich als Geliebte zu gewinnen. Trotz Versteckspiel der Liebenden weiß er wie auch die ganze Gesellschaft über die Affäre und den Zusammenhang mit Birgas Suizid Bescheid. Alwin arrangiert um drei Uhr nachts die Verteilung der angetrunkenen Gäste auf die Autos. Da Cécile übrigbleibt, bietet er ihr an, sie nach Hause zu bringen. Während seine Frau auf dem Beifahrersitz ihren Roulette-Gewinn berechnet und über die Partybesucher lästert, versucht er im Spiegel Blickkontakt mit Cécile aufzunehmen, wird dadurch vom Verkehr abgelenkt und stößt im Regen bei hoher Geschwindigkeit mit einem Motorradfahrer zusammen. Dieser stirbt im Krankenhaus an seinen Verletzungen. Der Polizei gegenüber beschuldigt er den Toten, betrunken auf seine Fahrbahn geraten zu sein. Er hofft, dass Cécile keine Aussage über seine Unaufmerksamkeit macht, fürchtet jedoch um seine politische Karriere. Andererseits, denkt er, wäre dies eine Befreiung aus dem von seiner Frau aufgebauten Karrieredruck. Er bringt die beiden Frauen nach Hause und fährt zu seiner Geliebten, wo er Trost sucht.

### IV. Eine Spielzeit auf Probe
Hans Beumann hat zu Beginn seiner Anstellung mehrfach versucht, seinem arbeitslosen Nachbarn Berthold Klaff Aufträge zu verschaffen (1. Teil). Da sein Chef dies ablehnte, ließ er ihn Kritiken über Radiosendungen schreiben, die nicht unter seinem Namen veröffentlicht werden sollten. Doch der eigensinnige Schriftsteller verweigerte jede Korrektur und ließ es nicht zu, dass seine Artikel auf die Linie des Pressedienstes gebracht wurden. So scheiterte die Zusammenarbeit. Überraschend für Hans hat Klaff ihn nach seinem Selbstmord zu seinem literarischen Nachlassverwalter bestimmt. Dieser findet unter seinen Schriften das Manuskript „Eine Spielzeit auf Probe“, in dem seine letzte Lebenszeit geschildert wird. Klaff wollte kompromisslos seinen Weg als Schriftsteller gehen, lernte keinen Beruf und lebte von dem geringen Einkommen seiner Frau Hildegard, die in einer Buchhandlung arbeitete. Sie verließ ihn nach vielen ergebnislosen Bemühungen, enttäuscht darüber, dass er nicht „vorwärts“ kommen wollte und kein Interesse am Aufbau einer Familie zeigte. Er kommentiert diese Trennung als Korrektur seines schlimmsten Versagens, nämlich geheiratet zu haben. Weil er bei einem Verkehrsunfall einen Unterschenkel verloren hat, wurde ihm ein Probejahr als Pförtner des Staatstheaters Philippsburg vermittelt, doch auch hier passte er sich nicht an die Regeln des Betriebs an, und der mit ihm unzufriedene Verwaltungsdirektor Mauthusius lehnte eine Weiterbeschäftigung ab. Er konnte dem „Wunsch, ein anderer zu sein“, nicht nachgeben: „Wenn ich mich ganz von diesem Wunsch durchdringen lasse, muss ich aufhören zu leben, denn ich habe keine Kraft, jener andere zu werden, also ist der Wunsch, ein anderer zu werden, eine Versuchung, sich umzubringen…“ Klaffs Aufzeichnungen schließen nach Betrachtungen über den Zustand der kriegerischen Welt mit den Worten „Zum Verrücktwerden“. Hans ist verwirrt über dieses zu seinem Karriereweg mit Anpassung an die Realität radikal extreme Gegenmodell und er bekennt: „Ein kurzer Sommer hatte genügt, und alle Möglichkeiten waren zusammengeschrumpft, zu einer kleinen Wirklichkeit, der er nicht mehr entrinnen konnte.“
Beumanns Integration in die Philippsburger Gesellschaft wird vervollständigt durch seine Aufnahme in den Club der „Sebastianer“. Er bekommt damit einen eigenen Schlüssel für die Tür des exklusiven, kunstgewerblerisch extravagant eingerichteten Nachtlokals, in dem sich die Männer der Oberschicht von den Barmädchen unterhalten lassen und sich über ihre erotischen Schautänze amüsieren. Voraussetzung für die Mitgliedschaft ist die Bürgschaft zweier Mitglieder. Für Hans bürgen der Programmdirektor Knut Relow und der Dichter Helmut Maria Dieckow. Hans bewährt sich sogleich als „Ritter vom Orden Sebastians“, als er sich mit einem Arbeiter von der städtischen Reinigung prügelt, der sich durch einen 600 000 DM–Totogewinn einen Schlüssel gekauft hat und mit seinen Kumpanen lautstark in der Bar zecht und den vornehmen Betrieb stört, so auch die Initiationszeremonie Beumanns. In einem der Barmädchen erkennt Hans Büsgens ehemalige Sekretärin Marga. Sie verdient jetzt doppelt so viel wie vorher und will eine berühmte Tänzerin oder Schauspielerin werden. Marga nimmt Hans mit sich nach Hause und wird seine Geliebte. Dies soll seine geplante Ehe mit Anne, mit der er auch den Wunsch seiner Mutter erfüllt, nicht stören. Er beginnt sogleich mit dem Aufbau eines Lügengebäudes, um seine Affäre mit Marga zu verheimlichen, und hat das Gefühl, jetzt wirklich in der Philippsburger Gesellschaft angekommen zu sein.

## Formale Aspekte
In personaler Form werden die einzelnen Teile des Romans aus den Perspektiven der jeweiligen Hauptperson geschildert: Hans Beumann (1. und 4. Teil), Frauenarzt Dr. Alf Benrath (2. Teil), Rechtsanwalt Dr. Alwin (3. Teil) und Schriftsteller Berthold Klaff (Aufzeichnungen im 4. Teil). Walser betont dabei die Gefühls- und Gedankenwelt des jeweiligen Protagonisten, die wörtliche Rede kommt oft im Gedankenfluss daher. Es sind vier Männerperspektiven und deren Wahrnehmungen präsentiert dem Leser eine dem traditionellen Rollenbild entsprechende Sicht auf die Welt, nach der jeder Mann nur am beruflichen und gesellschaftlichen Erfolg und an seinem Doppelleben mit attraktiven Geliebten gemessen wird. Die Ehefrauen fungieren, v. a. wenn sie Töchter wohlhabender und einflussreicher Familien sind, als Stützen der Karriere ihrer Männer. Sie haben ihre Auftritte als häusliche Figuren, elegante Gastgeberinnen und Begleiterinnen auf den Partys. Kritik an der Erfolgsorientierung und der Doppelmoral findet man in den monologartigen Rechtfertigungsversuchen der Protagonisten in den Teilen 1 bis 3 und in den Aufzeichnungen des gescheiterten Schriftstellers Klaff. Diesen personalen Perspektivismus, der vom Nouveau roman herkommt, hält Walser konsequent durch und verzichtet auf jegliche auktoriale Kommentierung des Geschehens, wie es sich regelmäßig bei Thomas Mann und auch noch bei seinem Zeitgenossen Heinrich Böll findet.

## Entstehungsgeschichte
Walser schrieb den Roman in der Zeit vom 9. Oktober 1954 bis zum 27. August 1956.
Einen Großteil seiner Manuskripte hat Martin Walser 2007 als Vorlass an das Deutsche Literaturarchiv Marbach gegeben. Teile davon sind im Literaturmuseum der Moderne in Marbach in der Dauerausstellung zu sehen, dazu gehören die Manuskripte von Ehen in Philippsburg, Das Einhorn und Ein springender Brunnen.

## Bezüge zu realen Personen und Orten
Hinter Philippsburg verbirgt sich nach einer Aussage, die Walser im Gespräch mit Florian Illies machte, Stuttgart. Das Vorbild der Traubergstraße, in der Hans Beumann ein Zimmer bei der Familie Färber mietet, sei die Stuttgarter Reitzensteinstraße gewesen, in der die Familie Walser von 1951 bis 1953 wohnte. Weil diese Straße einst eine Bordellstraße gewesen sei, habe er die Figur der Prostituierten Johanna erfunden. Als reales Vorbild für den Intendanten Dr. ten Bergen habe Fritz Eberhard gedient, Eduard Rheins Angewohnheit, seine Brille zu kneten, habe er für die Figur des Harry Büsgen übernommen. Auch die ganze Stimmung, die Büsgen umgebe, dürfe man als authentisches Erlebnis mit Rhein ansehen, erklärte Walser. Berthold Klaff, der arbeitslose Schriftsteller, der das Zimmer über Beumann bewohnt und von diesem verlangt, er möge ihm eine Einkunftsmöglichkeit beim Rundfunk beschaffen, hat den Schriftsteller Arno Schmidt zum Urbild. Michael Pfleghar und sein Umfeld habe ihn bei der Schilderung der Philippsburger Villenbesitzergesellschaft inspiriert. In Walsers Tagebuch ist unter dem Datum des 8. November 1955 ein Abtreibungsversuch geschildert, der fast unverändert in den Roman übernommen wurde.

## Rezeption
Der Literaturwissenschaftler Karl Migner hebt den Nuancenreichtum hervor, mit der im Roman seelische Vorgänge psychologisch fundiert beschrieben würden, seine atmosphärische Intensität und seine Sprache, die bei aller Realistik reich an eindrucksvollen Bildern sei. Kritisch sieht er die „sensationellen Höhepunkte“ in jedem Kapitel, die die Handlung wenig wahrscheinlich erscheinen ließen, und teilweise die Klischeehaftigkeit der Darstellung wie den Dichter im Mansardenzimmer oder die Müllleute im Nachtclub.
Der Germanist Stefan Scherer lobt Walsers Frühwerk und namentlich Ehen in Philippsburg dafür, dass sie, anders als die „sentimentale ‚Seelenarbeit‘“ der späteren Novellen und Romane, auf literarische Weise gesellschaftsgeschichtliche Modernisierungsprozesse in der bundesrepublikanischen Gesellschaft, „welche die sozialwissenschaftliche und historische Forschung erst in den achtziger Jahren genauer erkannt und beschrieben hat“, erfasst hätten.
Florian Illies bezeichnet Ehen in Philippsburg als das beste Buch der jungen Bundesrepublik, beklagt aber zugleich, das Werk sei sehr schnell und gründlich vergessen worden: 

„Walsers eigenes Exemplar ist in Marbach, im Deutschen Literaturarchiv. Symbolischer lässt sich die Haltung von Deutschland, seinen Lesern, seinen Kritikern und seiner Literaturwissenschaft zu Ehen in Philippsburg nicht beschreiben: Sie haben es im Archiv abgelegt. Unter ‚Frühwerk, wichtig‘, das schon. Aber Deutschland hat darüber vergessen, es auch zu lesen. Dabei ist es vielleicht Martin Walsers stärkstes Buch.“

 Illies sieht einen der Gründe für die eher verhaltene Aufnahme des Romans und sein angebliches schnelles Vergessenwerden darin, dass kurz nach Walsers Debütroman Günter Grass’ Blechtrommel erschien. Dieses Buch habe nicht nur wegen seiner literarischen Qualität Furore gemacht, sondern auch dadurch, dass es die deutsche Vergangenheit, das Dritte Reich, thematisiert habe. Laut Illies „wurde Walser vorgeworfen, dass in seinem Roman die deutsche Vergangenheit nicht vorkommt – doch wahrscheinlich beweist sich der Romancier genau darin als Zeitdiagnostiker. Weil er demonstriert, wie laut das bewusste Schweigen über die Vergangenheit sein kann, wie selbstvergessen und selbstzerstörerisch das Beharren auf einer geschichtslosen Gegenwart.“

## Adaption
Im Jahr 2017 brachten der Regisseur Stefan Kimmig und der Dramaturg Jan Hein eine stark gekürzte Bühnenfassung im Schauspiel Stuttgart zur Aufführung, die Stuttgarter Kritikerin Adrienne Braun war nicht überzeugt.

## Ausgaben
- Erstausgabe: Ehen in Philippsburg. Suhrkamp, Frankfurt am Main 1957
- Taschenbuch: Ehen in Philippsburg. Reihe: rororo 557. Rowohlt, Reinbek 1963; wieder: Suhrkamp Taschenbuch 1209, Frankfurt 1983 ISBN 3-518-37709-4; wieder Suhrkamp Taschenbuch 3359, Frankfurt 2002 ISBN 3-518-39859-8; wieder Süddeutsche Zeitung Bibliothek, 9. München 2004 ISBN 3-937793-08-9
- Lizenz: Ehen in Philippsburg. Eulenspiegel Verlag, Berlin 1976